# Bandol
Bandol település Franciaországban, Var megyében. Lakosainak száma 8263 fő (2022. január 1.). Bandol La Cadière-d’Azur, Saint-Cyr-sur-Mer és Sanary-sur-Mer községekkel határos.

## Népesség
A település népességének változása:
| Lakosok száma | 7636 | 8122 | 8517 | 8409 | 8404 | 8403 | 8359 | 8311 | 8263 |
|               | 2013 | 2015 | 2016 | 2017 | 2018 | 2019 | 2020 | 2021 | 2022 |